# Fabio Orsini
Fabio Orsini (Roma, 1476 - Garigliano, 29 de diciembre de 1503) fue un condotiero italiano y señor de Mentana.

## Biografía
Era hijo de Paolo Orsini, miembro de la eminente Casa de Orsini, que tuvo cierto protagonismo en la Italia renacentista.
En 1498, el joven Orsini se alió con su primo, Bartolomeo d'Alviano, para luchar contra la familia rival Savelli. En el mismo año, su carrera condicionó su vida privada: para favorecer la posición militar en el ejército del papa, se casó con Jeronima Borgia, prima de Lucrecia Borgia, uniéndose a las filas de la familia papal. Inclusive, Fabio Orsini mantuvo un tiempo de amistad con el primo de su esposa, César Borgia, hecho que mejoró el estatus político y la influencia de los Orsini.
En 1499, durante la campaña militar en Romaña, Fabio liberó a un amigo encarcelado en la prisión romana de Tor di Nona, demostrando que su lealtad a los Borgia no era tan fuerte. Esto irritó a César, quien rompió las relaciones con la familia Orsini, mientras permitía que la carrera de Fabio en el ejército continuara. En los meses siguientes, Fabio y su comitiva fueron atacados por el ejército del comandante Micheletto Corella, al servicio de César, que sometió a toda la familia Orsini al asesinar al padre de Fabio, Paolo.
Ante los hechos que se sucedían, Fabio huyó y luego atacó sin éxito al ejército de Corella, viéndose obligado a vagar por el campo como un proscrito, asaltando el campo y saqueando los puestos papales, a pesar de los favores que había recibido de Alejandro VI. Más tarde, tras la muerte de este último, regresó a las filas del ejército pontificio con el apoyo del nuevo papa, Julio II. En diciembre de 1503, las tornas parecían darse la vuelta, con Orsini viéndose superior ante César Borgia, arrestándole y acusándole de asesinato e incesto.
Un año más tarde, al servicio de Fernando el Católico, y bajo mando de Gonzalo Fernández de Córdoba (el Gran Capitán), Fabio fallecería durante la batalla del Garellano, el 29 de diciembre de 1503, por unas heridas recibidas en la cabeza.